# Żerniki Górne-Kolonia
Żerniki Górne-Kolonia – część wsi Żerniki Górne w Polsce, położona w województwie świętokrzyskim, w powiecie buskim, w gminie Busko-Zdrój.
W latach 1975–1998 Żerniki Górne-Kolonia administracyjnie należały do województwa kieleckiego.